# De la elegancia mientras se duerme
De la elegancia mientras se duerme es la obra cumbre del Vizconde de Lascano Tegui (1887-1966), publicada en edición de autor en París en el año 1925 con el sello de la Editorial Excelsior . El texto de la edición original fue acompañado por magníficos grabados en madera de Raúl Monsegur. Presumiblemente escrita entre 1910 y 1914, el libro es de una modernidad asombrosa y está dedicado a La Púa, cenáculo de rioplatenses en tránsito por París.
Ambientada en el pequeño pueblo francés de Bougival hacia finales del siglo XIX, la novela está escrita a modo de diario íntimo con un narrador-protagonista. La estructura del relato presenta un espacio poblado de breves historias autónomas entrelazadas hasta la consumación de un crimen que se subordina a la poética del autor, explícita en el texto (“¿Y no llegará a ser el libro como un derivativo de esa idea del crimen que desearía cometer? ¿No podría ser cada página un trozo de vidrio diminuto en la sopa cotidiana de mis semejantes?”). En su momento, Emilio Lascano Tegui fue acusado de inmoral por el tono escabroso de algunos pasajes.
A pedido del autor, fue traducida al francés y prologada por Francis de Miomandre (1928). Hacia 1994, la misma traducción fue empleada por la editorial parisina Le Dilettante para una nueva edición que convocó el elogio de la crítica (Le Monde: "Un genio oculto de la literatura argentina"). En Buenos Aires fue nuevamente editada por Ediciones Simurg con prólogo de Celina Manzoni y, a partir de entonces, las ediciones se multiplicaron en diversos países e idiomas: inglés (traducción parcial de Keith Botsford en "The Republic of Letters"; traducción integral de Idra Novey en Dalkey Archive), holandés (tr. de Madeleine Verhoeven y Eva te Velde), español (Madrid: Impedimenta. Introducción de Juan Sebastián Cárdenas), alemán (tr. y postfacio de Walter Boehlich).